# Domegge di Cadore
Domegge di Cadore (velenceiül Domeje) település Olaszországban, Veneto régióban, Belluno megyében. Lakosainak száma 2234 fő (2023. január 1.). Domegge di Cadore Auronzo di Cadore, Cimolais, Forni di Sopra, Lozzo di Cadore, Calalzo di Cadore, Lorenzago di Cadore és Pieve di Cadore községekkel határos.
A településről nevezték el a 18883 Domegge kisbolygót.

## Népesség
A település lakossága az elmúlt években az alábbi módon változott:
| Lakosok száma | 2430 | 2392 | 2234 |
|               | 2017 | 2018 | 2023 |